# Światowy Szczyt Organizacji Narodów Zjednoczonych (2005)

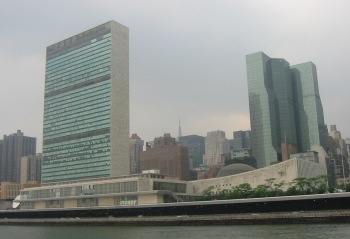
Siedziba Organizacji Narodów Zjednoczonych w Nowym Jorku

Światowy Szczyt Organizacji Narodów Zjednoczonych (także: Millenium + 5 Szczyt) – kontynuacja Szczytu Millenijnego oraz realizacja Milenijnych Celów Rozwoju. Na Szczycie w Nowym Jorku spotkali się najpotężniejsi przywódcy świata, między innymi prezydent Stanów Zjednoczonych George W. Bush oraz prezydent Rosji Władimir Putin. Polskę na szczycie reprezentował prezydent Aleksander Kwaśniewski. Szczyt trwał od 14–16 września 2005 roku. 
Szczyt w Nowym Jorku otworzył premier Szwecji Göran Persson. Okazją do spotkania polityków była 60. rocznica powstania Organizacji Narodów Zjednoczonych, dyskusja na temat reformy tej organizacji międzynarodowej oraz zintensyfikowanie walki w ubóstwem na świecie. W czasie ostatniego dnia szczytu, politykom nie udało się jednak uchwalić gruntownej reformy ONZ. Przyjęto natomiast końcowy dokument 60. sesji Zgromadzenia Ogólnego ONZ, z którego wynika że ONZ, ma zamiar powołać do życia Radę Praw Człowieka ONZ. Ta instytucja ma mieć o wiele większy prestiż i wpływ, niż istniejąca Komisja Praw Człowieka ONZ. Dodatkowo, ma być powołana Komisja Budowania Pokoju ONZ, która ma pomagać krajom odbudowującym się po wewnętrznych konfliktach zbrojnych.